# ایبیتورونا
ایبیتورونا (به پرتغالی: Ibituruna) یک منطقهٔ مسکونی در برزیل است که در میناز ژرایس واقع شده‌است. ایبیتورونا ۲٬۹۹۶ نفر جمعیت دارد.